# Stiftung zur Verteidigung von Glasnost
Die Stiftung zur Verteidigung von Glasnost (russisch Фонд защиты гласности Fond saschtschity glasnosti, kurz FSG (ФЗГ); englisch Glasnost Defense Foundation) ist eine 1991 gegründete russische Organisation mit Sitz in Moskau. Ihr Ziel ist die Förderung und Verbreitung der Pressefreiheit in Russland und den restlichen Ländern der GUS. Ihr Präsident ist Alexei Kirillowitsch Simonow.

## Aufgaben
Für Russland veröffentlicht die Stiftung einmal wöchentlich einen Report über den Stand der Pressefreiheit, dieser Bericht geht an die erste Kammer des russischen Parlaments, an Journalistenschulen, nichtstaatliche Organisationen und Medienverbände. Darüber gibt sie im Jahr zehn bis zwölf Bücher zu jeweils aktuellen  Problemen des Medienrechts heraus.
Die Stiftung sorgt für juristischen Beistand von Mitarbeitern der Medien in Russland, dazu betreibt sie zehn Stützpunkte in Russland. Sie beobachtet die Medienlandschaft und registriert Verstöße gegen die Pressefreiheit. Sie hält Seminare ab für Journalisten, Juristen und Menschenrechtsaktivisten zum Thema Presserecht. In der Ukraine, Belarus, Kasachstan und Kirgisistan betreibt sie verschiedene Programme zur Durchsetzung der Pressefreiheit.
Die Stiftung arbeitet eng zusammen mit Organisationen wie dem Committee to Protect Journalists, den Reportern ohne Grenzen, Human Rights Watch und Amnesty International. Die Stiftung zur Verteidigung von Glasnost wird finanziert oder organisatorisch unterstützt unter anderem von der Friedrich-Ebert-Stiftung, der Konrad-Adenauer-Stiftung, dem Open Society Institute, der UNESCO und den Regierungen der Schweiz, Großbritanniens und Kanadas.